# مارتينا شميت
مارتينا شميت (بالألمانية: Martina Schwarz)‏ (1 سبتمبر 1960 في ألمانيا - ) هي لاعبة كرة طائرة ألمانيا الشرقية وألمانية (وحملت سابقاً جنسية ألمانيا الشرقية). شاركت في كرة طائرة في الألعاب الأولمبية الصيفية 1980 – منافسة السيدات ‏.

## وصلات خارجية
- مارتينا شميت على موقع أوليمبيديا (الإنجليزية)